# Хошчно
Хошчно (пољ. Choszczno) је град у Пољској у Војводству Западно Поморје у Повјату хошчењском. Према попису становништва из 2011. у граду је живело 15.961 становника.

## Становништво
Према прелиминарним подацима са пописа, у граду је 2011. живело 15.961 становника.
| 2002.  | 2011.  | 2012.  |
| ------ | ------ | ------ |
| 15.905 | 15.961 | 15.800 |